# Tianpei
Tianpei est un astérisme de l'astronomie chinoise. Il se compose de cinq étoiles, à cheval sur les constellations occidentales d'Hercule et du Dragon.

## Composition
Les cinq étoiles composant l'astérisme sont :
- ι Herculis
- γ Draconis
- β Draconis
- ν Draconis
- ξ Draconis

La première étoile est l'étoile référente de l'astérisme, et correspond à l'extrémité supérieure droite de Hercule occidental. Les quatre autres étoiles forment la tête de la constellation occidentale du Dragon. C'est parfois ξ Draconis qui est présentée comme l'étoile référente de l'astérisme, ce qui n'affecte pas sa composition.

## Localisation et symbolique
Les sources divergent quant à l'interprétation de Tianpei. Certaines indiquent qu'il s'agirait une arme, un épieu, d'autres d'un fléau servant à battre le grain.

## Astérismes associés
Il n'y a pas d'astérisme directement associé à Tianpei dans son voisinage. On y trouve au sud Zhinü, une femme qui file, Nüchuang, un lit de femmes ou trois femmes responsables des autres femmes du palais céleste de Dajiao, Qigong, un groupe de notables, et Tianji, une structure administrative en rapport avec le commerce. Au nord se trouve Ziwei, le mur d'enceinte du palais pourpre céleste.

## Référence
- (en) Sun Xiaochun et Jakob Kistemaker, The Chinese sky during the Han, New York, Éditions Brill, 1997, 247 p. (ISBN 9004107371), page 148.